# Esmé Lammers
Esmé Lammers, née le 9 juin 1958 à Amsterdam, est une réalisatrice, scénariste et écrivaine néerlandaise.

## Carrière
Elle est l'épouse du réalisateur Dick Maas.

## Filmographie
- 1995 : Lang leve de koningin
- 2002 : Tom et Thomas
- 2004 : Amazones[3]
- 2016 : Soof 2[4]

## Livre
- 1997 : Lang lebe die Königin![5]
- 2002 : Tom en Thomas: De jongen die niet bestond : co-écrit avec Hans Kuyper.